# Спасо-Преображенская пустынь (Елгава)
Спасо-Преображенская пустынь (латыш. Kristus Apskaidrošanās Tuksnesis) — православный женский скит Рижского Свято-Троицкого женского монастыря в юрисдикции Рижской епархии Латвийской православной церкви. Расположен близ посёлка Валгунде Валгундской волости Елгавского края, в 15 км от Елгавы.

## История
1 мая 1891 года Марией Николаевной Мансуровой и её дочерьми фрейлинами Екатериной и Наталией Мансуровыми в Риге был образован приют для девочек и пожилых женщин на базе которых указом Святейшего синода №3972 от 5 октября 1892 года была организована женская монашеская община.
В 1894 году сестры Мансуровы приняли иноческий постриг: старшая, Екатерина, возглавила монастырскую общину в Риге, а её сестра Наталья основала Преображенскую пустынь. В 1901 году обе сестры были пострижены в монашество: старшая — с именем Сергия (в честь преподобного Сергия Радонежского), а младшая — с именем Иоанна (в честь преподобного Иоанна Лествичника), которая возглавлявла пустынь до своей кончины в 1934 году. 
В июле 1894 года император Александр III подарил пустыни 170 десятин леса.
В 1899 году в пустыни был построен каменный Спасо-Преображенский храм, освящённый архиепископом Рижским и Митавским Агафангелом (Преображенским). Рядом с храмом расположено монастырское кладбище на котором погребены митрополиты Рижские Филарет (Филаретов), Леонид (Поляков), епископ Вениамин (Карелин).
В 1908 году в скиту был построен тёплый деревянный храм, освящённый в честь преподобных Иоанна Лествичника и Сергия Радонежского. В 1909 году Преображенскую пустынь посетила княгиня Елизавета Фёдоровна, подарив обители икону Иоанна Лествичника.
В годы Первой и Второй мировых войн пустынь подвергалась сильным разрушениям, монастырское имущество и святыни в эти периоды эвакуировались.
Полномасштабное возрождение скита началось с 1953 года, с назначением духовником обители воспитанника Валаамского монастыря архимандрита Кирилла (Смирнова) (в схиме Косьмы). Позднее на месте духовника обители его сменил архимандрит Таврион (Батозский).
Сёстры монастыря занимаются сельским хозяйством и приёмом паломников, для которых выстроена гостиница.

## Галерея
- Преображенская церковь
- Церковь Иоанна Лествичника
- Часовня